# Franz Köster
Franz Köster foi um piloto alemão da Luftwaffe durante a Segunda Guerra Mundial. Abateu 7 aeronaves inimigas com o Messerschmitt Me 262, o que fez dele um ás da aviação.